# Incompatibilitas
Incompatibilitas (łac. niepołączalność) – zasada niełączenia określonych funkcji publicznych. Zasada ta odnosi się zarówno do funkcji pełnionych w administracji rządowej, jak i samorządowej.

## Incompatibilitas w Polsce

### Dawna Polska i Litwa
Przed zaborami zasada incompatibilitatis miała szczególnie na celu zapobiegać skupianiu w jednym ręku dwóch lub kilku intratnych urzędów, np. nie wolno było piastować urzędu kanclerza będąc starostą, wojewodą lub kasztelanem. W praktyce zakaz taki jednak był często omijany. Nieprzestrzeganie tej zasady było częstą przyczyną sporów i zadrażnień między szlachtą, królem oraz dygnitarzami kumulującymi owe urzędy (p. też. ekspektatywa).
Postanowienia o incompatibilitate:
- Łączenie urzędu ziemskiego z urzędem starosty 1422
- Łączenie dwóch urzędów ziemskich
- Łączenie urzędu wojewody z urzędem starosty 1454
- Łączenie urzędu kanclerza z urzędem starosty albo wojewody albo kasztelana albo biskupa jednej z większych diecezji (gnieźnieńska, krakowska, warmińska, płocka, kujawska – dla kanclerzy wywodzących się z duchowieństwa)
- Łączenie urzędu wojewody lub kasztelana z urzędem starosty 1538
- Łączenie dwóch starostw grodowych 1562–1563
- Łączenie urzędu hetmana z urzędami kanclerza, marszałka i podskarbiego (1669)[2]
- Łączenie mandatu posła i deputata do Trybunału (1678)[3]

### Współczesność
Zasada niełączenia pewnych funkcji publicznych została określona w art. 102, 103, 107 i 132 Konstytucji RP z 2 kwietnia 1997 roku. Zgodnie z tymi przepisami zasadę incompatibilitatis należy postrzegać w dwóch aspektach:
- formalnym – wyrażoną jako zakaz łączenia mandatu poselskiego lub senatorskiego z funkcjami państwowymi,
- materialnym – wyrażoną jako zakaz podejmowania czy też wykonywania określonej działalności gospodarczej.

Pozostałe przypadki zasady incompatibilitatis wynikają wprost z ustaw ustrojowych.

## Incompatibilitas w Unii Europejskiej
Zasada incompatibilitatis znalazła również zastosowanie w przypadku posłów do Parlamentu Europejskiego – eurodeputowany nie może być członkiem rządu państwa członkowskiego, ponadto członkiem, urzędnikiem lub funkcjonariuszem organów Wspólnot Europejskich. Zasada ta ma również zastosowanie do sędziów i rzeczników generalnych Trybunału Sprawiedliwości, sędziów Sądu i sędziów Sądu do spraw Służby Publicznej Unii Europejskiej.